# Acraea candida
Acraea candida är en fjärilsart som beskrevs av Eltringham 1912. Acraea candida ingår i släktet Acraea och familjen praktfjärilar. Inga underarter finns listade i Catalogue of Life.